# Pero pincha
Pero pincha là một loài bướm đêm trong họ Geometridae.